# Fluxeum
Das Fluxeum ist ein 1986 gegründetes Privatmuseum zur Fluxus-Bewegung in Wiesbaden-Erbenheim.

## Geschichte
Ute und Michael Berger, die später als Sammler von Kunst und Alltagsgegenständen, Künstlerförderer und Geschenkartikelproduzenten  bekannt geworden sind, gründeten 1969 die Firma Harlekin. Das komisch-ironische Gewerbe der Bergers fand in der Zeit von Pop und Protest viele Abnehmer, geriet mit Gag-Geschenke im Laufe der Jahre aber auch immer wieder in juristische Schwierigkeiten.
Zuerst sammelte das Ehepaar kuriose Alltagsgegenstände, wie z. B. von Coca-Cola, Mickey Maus und Teddy-Bären. Aufgrund des Erfolges der Firma konnte die Sammlung anwachsen. Sie begann in einem Tischtenniskeller und entwickelte sich zu über fünf Garagen.
1973 führte die Begegnung mit Robert Filious Objekt Combining in Basel zur Kunst. Der Fluxus-Pionier hatte darin 1970 die Harlekin-Hand verarbeitet. Die Bergers kauften es und legen damit den Grundstein für die Fluxus-Sammlung, zu der unter anderem Arbeiten von Marcel Broodthaers, Mary Bauermeister und Daniel Spoerri gehören. Künstler wie Benjamin Patterson, Joe Jones oder Nam June Paik wohnten teilweise bei den Bergers und schenkten ihnen dafür Kunstwerke.
1974 zog die Sammlung in eine profanierte Kirche, das spätere Fluxeum. Unter dem Namen Harlekin Art erschienen von 1977 an Editionen befreundeter Künstler, so 1978 ein Multiple von Wolf Vostell mit dem Titel Endogene Depression in einer Auflage von 50 Exemplaren. 1982 erinnerten sie mit großem Fest daran, dass 1962 bei den „Internationalen Festspielen Neuester Musik“ im Museum Wiesbaden die Geburtsstunde von Fluxus schlug.
1986 wurde schließlich das Fluxeum in der alten Kirche eröffnet, die heute das Depot der Sammlung ist.
Das Dänisch-Deutsch-Amerikanische Festival „Excellent ’92“ zum 30-jährigen Bestehen von Fluxus begann in Michael und Ute Bergers Fluxeum in Wiesbaden und reiste zur Nikolai-Kirche in Kopenhagen.
Im ehemaligen Pfarrhaus lebte Benjamin Patterson von 1988 an fast 15 Jahre, direkt unter Joe Jones. Neben dem vom Ehepaar gegründeten Harlekinäum und der Humorkirche schuf Patterson 1999 das Monument Lachmal, auf dem die 54 Prozesse, die Berger mit großen Unternehmen geführt hat, zu Grabe getragen werden.
Geblieben ist auch der „Lachbrunnen“ von Patterson aus dem Jahr 2000, eine märchenhafte Arbeit, bei der (wie wohl öfter) Frösche eine Rolle spielen.
Die Firma Harlekin stellte 2002 den Betrieb ein. Gesammelt wurde weiter. Die Bergers besitzen die vermutlich größte Sammlung der „Music Machines“ von Joe Jones, und Michael Berger erwarb beispielsweise mail art von Ray Johnson. Jahre später wurde aber die Joseph-Beuys-Sammlung an das How Art Museum in Schanghai verkauft.

## Ausstellungen
- 1986: Maibäume
- 1987: Der Apfel fällt nicht weit vom Stamm
- 1988: Once wise always a fool (Robert Filliou)
- 1989: Arche Noah von A bis Zett
- 1990: Der Humor ist der Regenschirm der Weisen[6]
- 1991: Der Augenblick der stehen bleibt (Hommage á Bob Watts)
- 1992: Fluxus Da Capo
- 1996: Ann Noel and Emmett Williams: Mr. Fluxus: A Collective Portrait of George Maciunas, 1931–1978
- 1998: Joseph Beuys – übersinnliches Gelächter[7]
- 2017/18: Peking, CAFA Art Museum
- 2018/19: Tianjin, Academy of fine Arts
- 2019/20: Schanghai, How Art Museum[8]